# Teratophyllum articulatum
Teratophyllum articulatum är en träjonväxtart som först beskrevs av John Smith, Fée, och fick sitt nu gällande namn av Georg Heinrich Mettenius och Oskar Kuhn. Teratophyllum articulatum ingår i släktet Teratophyllum och familjen Dryopteridaceae. Inga underarter finns listade.